# محمد يوسف المعرفي
محمد يوسف المعرفي (مواليد 1965)، سياسي ورجل أعمال بحريني، عضو مجلس النواب منذ 12 ديسمبر 2022 وكان عضواً في مجلس النواب خلال الفترة 14 ديسمبر 2014 حتى 12 ديسمبر 2018.

## عن حياته
ولد محمد المعرفي في سنة 1965 وحصل على بكالوريوس علوم أجتماعية من جامعة البحرين سنة 2003 وكما حصل على عدد من الشهادات التخصصية في الإدارة والحاسوب واللغات.
ترشح لانتخابات مجلس النواب 2014 عن الدائرة الرابعة في المحافظة الجنوبية حيث حصل في الجولة الأولى على المركز الأول بـ 2656 صوت وفاز في هذه الأنتخابات خلال جولة الأعادة (الجولة الثانية) بعد حصوله على 2938 صوت.
وكما ترشح لانتخابات مجلس النواب 2018 عن الدائرة الرابعة في المحافظة الجنوبية حيث حصل في الجولة الأولى على المركز الثاني بـ 1561 صوت وحصل في جولة الأعادة (الجولة الثانية) على المركز الثاني بـ 3387 صوت وخسر في الأنتخابات.
وكما ترشح لانتخابات مجلس النواب 2022 عن الدائرة الرابعة في المحافظة الجنوبية حيث حصل في الجولة الأولى على المركز الأول بـ 2972 صوت وفاز في هذه الأنتخابات خلال جولة الإعادة (الجولة الثانية) بعد حصوله على 5805 صوت.